# Nižné Nemecké
Nižné Nemecké (deutsch Unterdeutschdorf, ungarisch Alsónémeti, ukrainisch Нижнє Німецьке) ist eine kleine Gemeinde im äußersten Osten der Slowakei an der Grenze zur Ukraine.

## Geschichte
Der Ort wurde erstmals 1353 erwähnt. Ab 1405 hieß der Ort Kuzepnempty. Seit 1920 hat der Ort den Namen Nižné Nemecké, dies weil die meisten Einwohner Ungarn oder Deutsche waren.
Während des  Slowakischen-Ungarischen Krieges 1939 wurde dieses Dorf das Ziel ungarischer Luftangriffe.
2012 wurde an der Grenze zur Ukraine ein 700 m langer Tunnel entdeckt, der zum Schmuggel von Zigaretten diente. Die EU hatte dadurch schätzungsweise jährlich etwa 50 Millionen Euro Verlust an Tabaksteuer zu verkraften.

## Bevölkerung
| Jahr                | 1994 | 2004    | 2014    | 2024    |
| ------------------- | ---- | ------- | ------- | ------- |
| Anzahl der Personen | 338  | 334     | 327     | 308     |
| Unterschied         |      | −1,18 % | −2,09 % | −5,81 % |

| Jahr                | 2023 | 2024    |
| ------------------- | ---- | ------- |
| Anzahl der Personen | 311  | 308     |
| Unterschied         |      | −0,96 % |

## Kultur und Sport
Im Dorf gibt es eine Bibliothek und einen Fußballplatz.